# Nappenplatz
Der Nappenplatz ist ein öffentlicher Platz am Nordostrand der Altstadt von Bad Salzungen in Thüringen. Er wird heute als Parkplatz und Veranstaltungsort von Stadtfesten genutzt.

## Geschichte

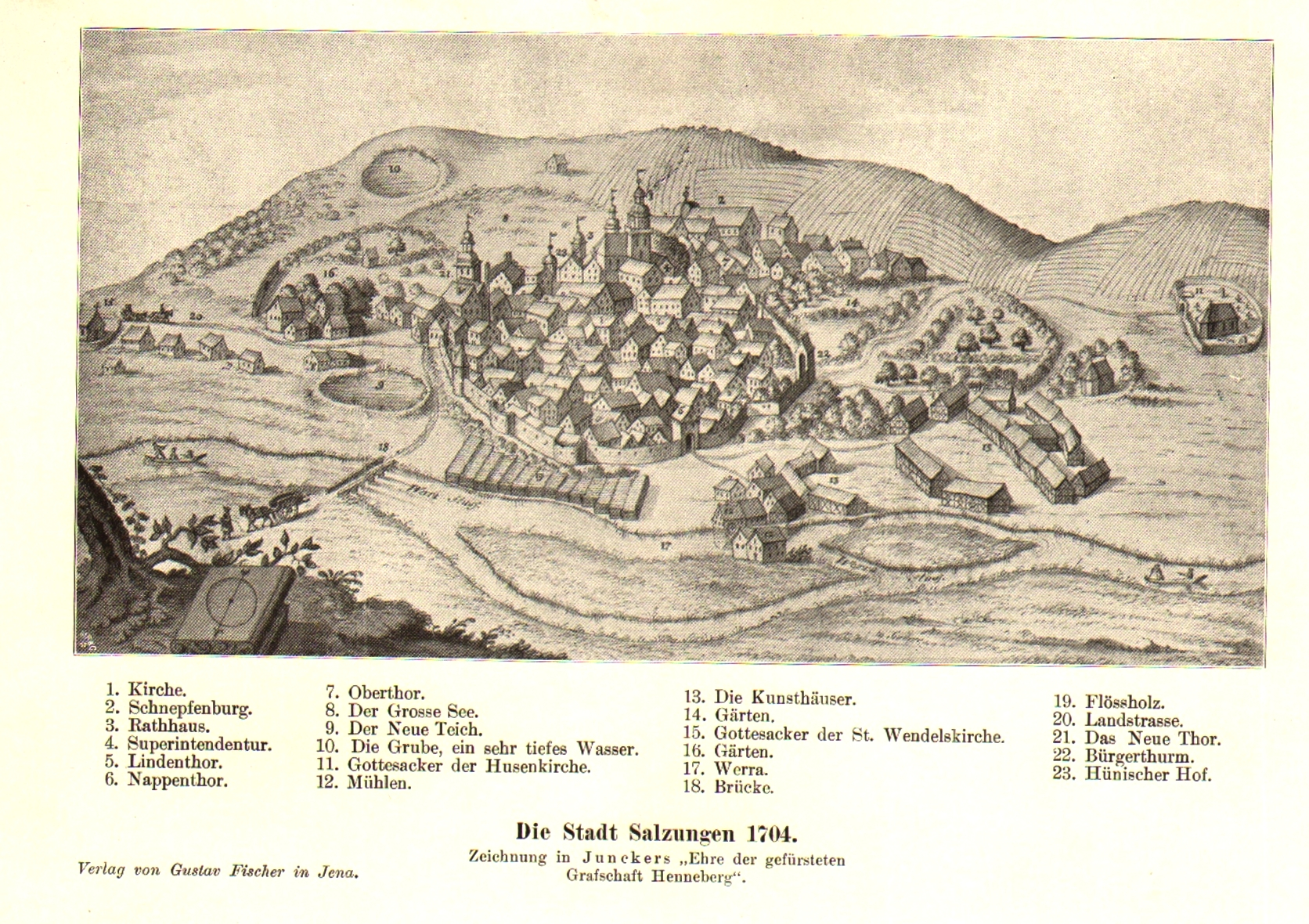
Stadtansicht (1704)

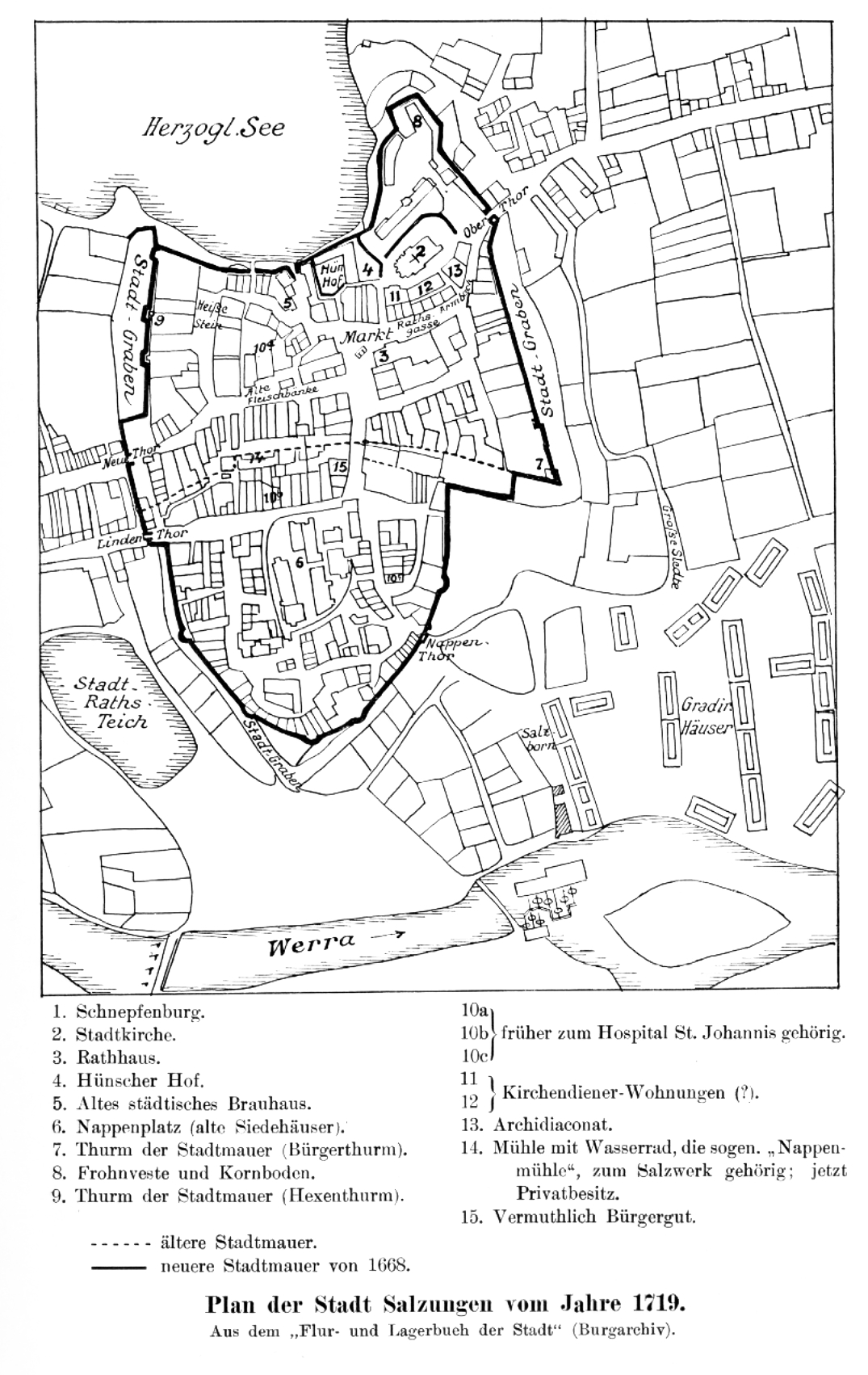
Stadtplan (1719)

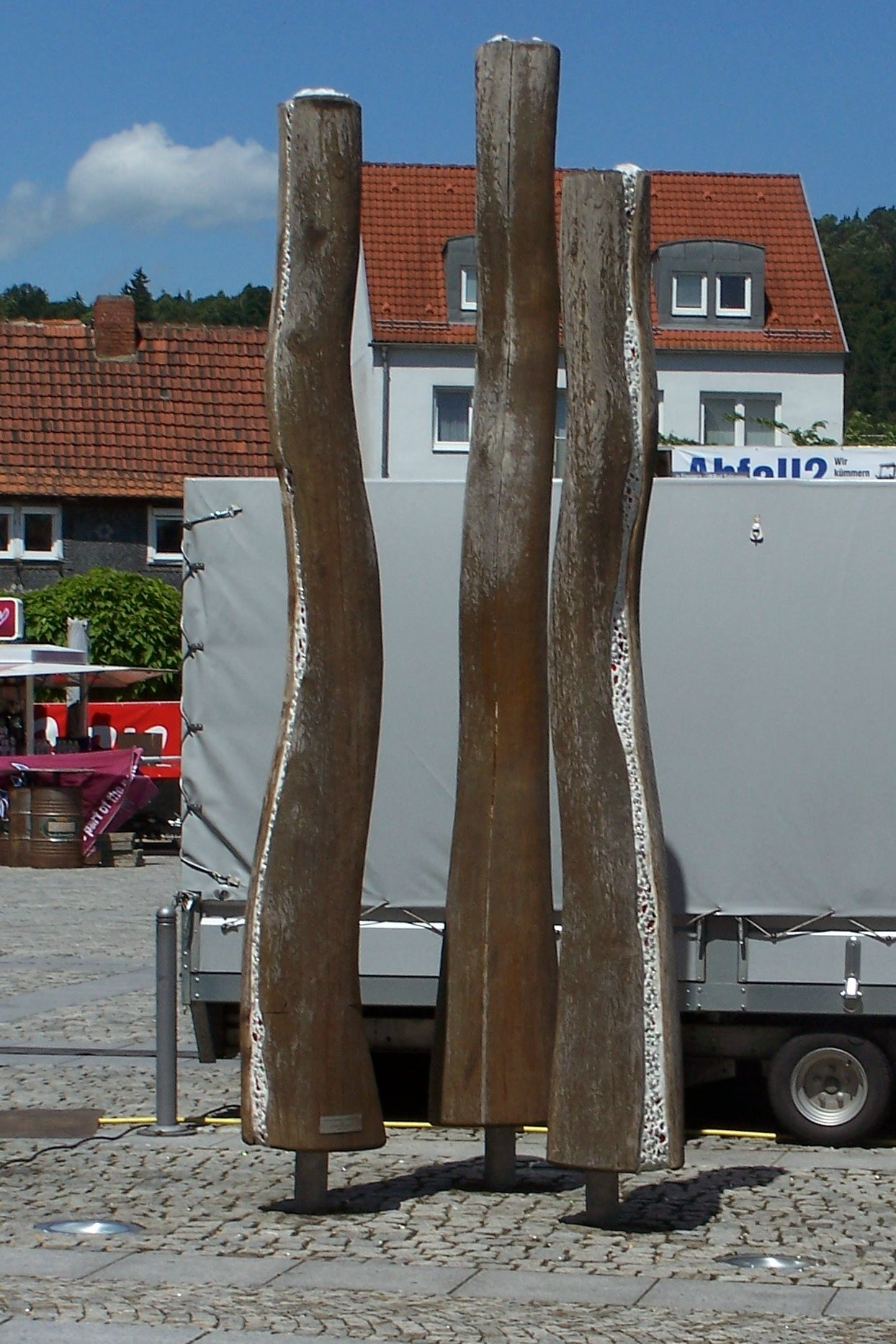
Skulptur „Salzstöcke“ am Nappenplatz (2012)

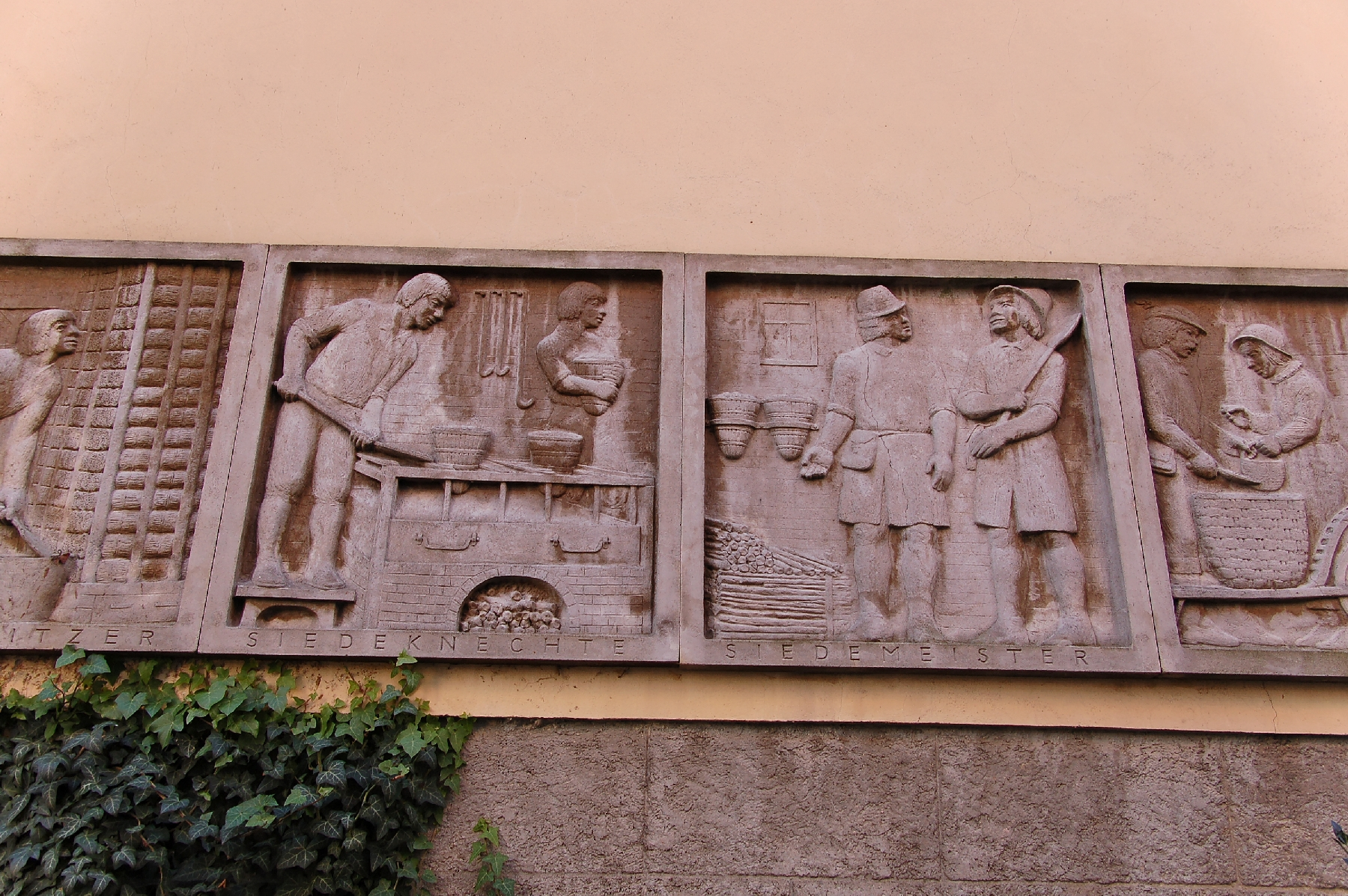
Wandfries mit Motiven der Salinenarbeit

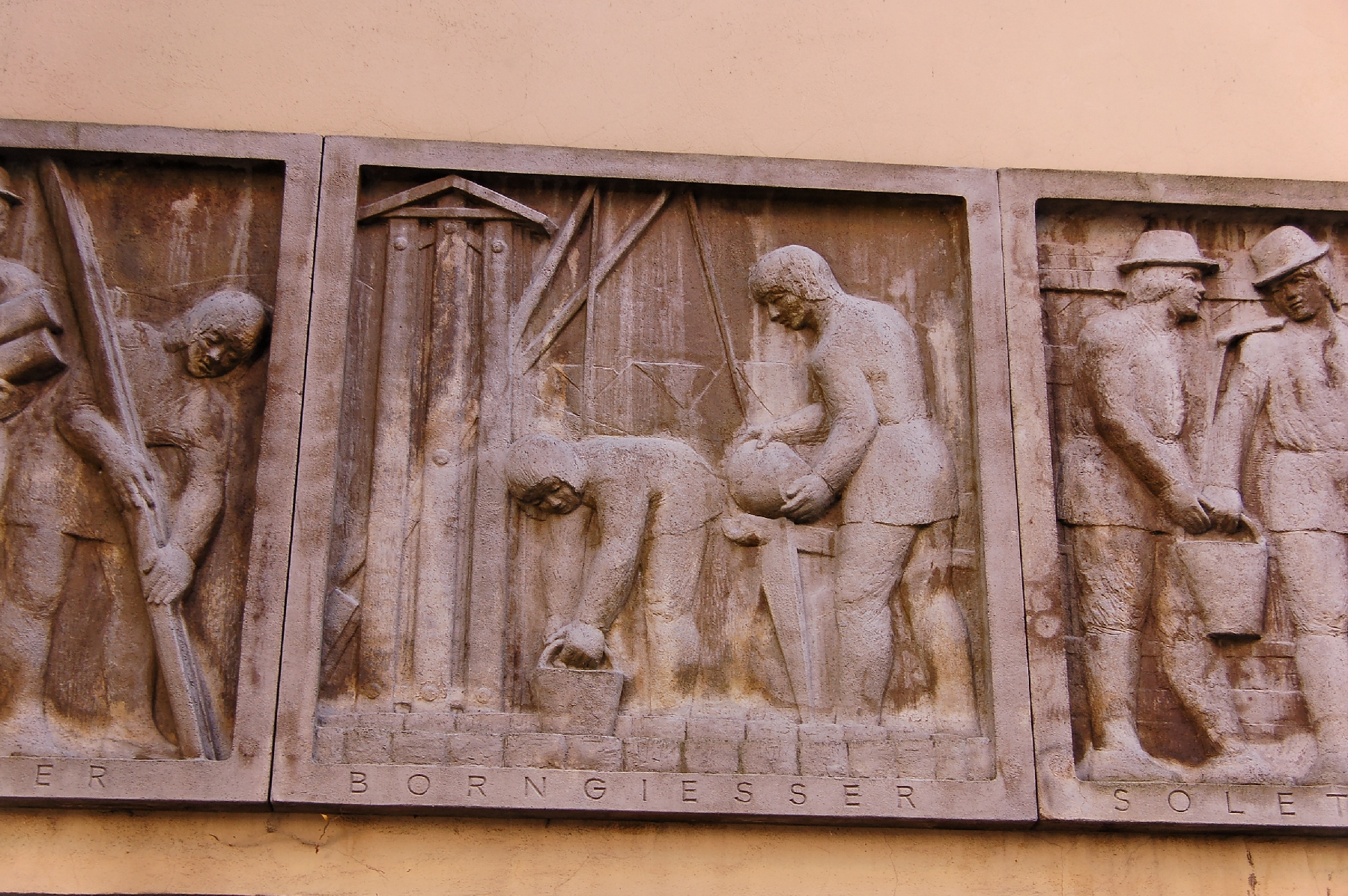
Wandfries mit Motiven der Salinenarbeit

Der Nappenplatz gilt als Ursprungsort der späteren Stadtsiedlung von Bad Salzungen. Bis zum 4. Jahrhundert v. Chr. lebten am Rande des Burgsees Kelten, sie waren vermutlich die Entdecker einer salzhaltigen Quelle im Areal des heutigen Nappenplatzes und begannen als erste mit der Herstellung von Salz. Den Kelten folgten germanische Stammesgruppen der Chatten und Hermunduren, später eroberten die Franken das Thüringer Königreich, alle wollten die salzhaltige Quelle besitzen, man errichtete am Rand des Burgsees eine Befestigungsanlage – die spätere Schnepfenburg. Der zugehörige Ort an der Salzquelle trägt in einer karolingischen Urkunde bereits den Namen Salsunga – ein indirekter Beleg für die Fortsetzung der Salzgewinnung an der Quelle. Um 923 drangen die Ungarn in Thüringen ein und verheerten bei ihrem Feldzug auch diese Siedlung Salzungen. Nach der Salzunger Überlieferung benötigte man zwei bis drei Jahrzehnte, um die Siedlung und die Saline wieder aufzubauen. 973 wurde die Salzunger Saline in einem Tauschvertrag erwähnt, der von der Kanzlei Kaiser Otto II. bestätigt wurde.
Die Hauptquelle wurde später der Stadtborn genannt, er war zuletzt mit einem achtseitigen hölzernen Verschlag gegen Grund- und Regenwasser gesichert und hatte eine Tiefe von 42 rheinischen Schuh (?). Um 1137 wurde am Nappenplatz eine zweite Salzquelle entdeckt, die man nach ihrer Lage als den Unter- oder Niederborn bezeichnete.   Ab 1150 wurden die Salzgeschäfte der Saline zu einem wichtigen Wirtschaftsgut des Klosters Fulda, im Codex Eberhardi werden die wöchentlichen Abgaben auf den Salzhandel taxiert. Für die Herstellung des Salzes waren rings um die salzhaltige Quelle 10 bis 12 Siedehütten – die sogenannten „Salznappen“ errichtet worden, man verdampfte dort das salzhaltige Wasser in Tonkrügen oder eisernen Pfannen. Jede Siedehütte wurde von einem Besitzer oder einer Gruppe von Eigentümern unterhalten und hatte einen prozentualen Anteil an der Salzmenge als Abgabe zu entrichten, der verbliebene Anteil gehörte dem Besitzer der Siedehütte. Die Aufsicht über den Salinenbetrieb erhielten die Salzgrafen, eingesetzte Beamte, die den täglichen Betriebsablauf und die Salzqualität zu überwachen hatten.
Die Silge ist ein natürlicher Abfluss des Burgsees und floss im Mittelalter nahe an dem Nappenplatz vorbei, um in die Werra einzumünden. Ein an diesem Bach errichtetes Mühlwerk wurde nun als Wasserpumpe benutzt – die Technik wurde wohl aus dem Bergbau übernommen. Das mechanische Schöpfwerk lieferte nun kontinuierlich salzhaltiges Wasser, doch schon im 14. Jahrhundert wurde der wichtigste Rohstoff für die Saline knapp – das Brennholz musste aus immer größerer Entfernung beschafft werden, zudem verschlechterte sich der Salzgehalt beider Salzquellen rapide. 1552 wurde der neue Riemesborn als zweite Quelle „ausgegraben“. In den Salznappen war man längst zur Verwendung von schmiedeeisernen Pfannen übergegangen, die das Wasser besser verdunsten lassen, aber auch die Verschmutzung des Salzes zur Folge hatten.
Der Bauernkrieg unterbrach den Salinenbetrieb nur kurz, ein Teil der Salzknappen solidarisierte sich mit den Aufständischen und zog mit dem „Schwarzen Haufen“ in den Krieg. Nach der Säkularisation der Klöster in Frauensee und Allendorf wurden die Waldungen der Klöster für den Salinenbetrieb interessant, man verabredete mit der herzoglichen Verwaltung eine Holzkonzession für den Forst „Winterkasten“. Um das Handelsmonopol im Salzhandel zu behalten, versucht man die Entstehung weiterer Salinen im Umkreis der Stadt Salzungen zu unterbinden, bei Immelborn wollten 1541 die Grafen von Henneberg „unter dem Hawenberge“ eine Salzquelle zu diesem Zweck erwerben.
Um 1570 erwiesen sich die eingesetzten Salzgrafen als unfähig, die technischen Anlagen waren verschlissen und man musste auch mit dem Verlust der Quellen rechnen, da sich der Grundwasserspiegel verändert hatte. 1584 wird der Riemesborn neu gefasst, man verwendete hölzerne Spundwände, um den Schacht gegen das Grundwasser abzudichten. Über den Brunnenschacht wurde auch noch ein Gewölbe errichtet, um das Regenwasser abzuhalten. 1588 veranlassen die Salzgrafen auch die anderen Salzquellen in dieser Weise zu verwahren. 1590 versucht man erstmals in Salzungen die Strohgradierung, schon 1592 stehen die ersten 9 Gradierhäuser am Rande des Platzes. In der Nähe des Nappenplatzes wird 1623 der Haadbrunnen gegraben.
1669 wurden die Stadtbefestigungsanlagen erweitert der Nappenplatz und die Silgemühle befinden sich nun innerhalb der Stadtmauer. Das 1678 verfasste herzogliche „Privilegia, Gesetz, Ordnung und Statuta der Pfännerey zu Salzungen“ wird erlassen. Auch dieses Gesetz sicherte nochmals die Monopolstellung der Salzunger Saline, die angrenzenden Ämter durften nur Salzunger Salz auf den Märkten anbieten. Eine 1717 verfasste Stadtbeschreibung erwähnt den Stadtbrunnen und 12 Siedehäuser (Nappen) auf dem Nappenplatz befindlich, den Niederborn, den Haadbrunnen (auch „Gottes Gabe“ genannt) an der alten Werra, sowie 12 Gradierhäuser vor dem Nappentor der Stadtmauer (diese befanden sich im Bereich des heutigen Bahnhofes bis zum Kurhaus).
Joachim Friedrich von Beust verbesserte die Technik der Gradierwerke durch Verwendung von Schwarzdornzweigen. Die Zahl der Siedehäuser konnte halbiert werden und man errichtete 17 technisch verbesserte Gradierwerke nach den Vorgaben von Beust. Die Wirtschaftskraft Salzungens wurde nach dem großen Stadtbrand von 1786 geschwächt. Um 1800 begann die zweite Blüte der Salzunger Saline. Zufällig war man bei Bauarbeiten auf eine weitere Salzquelle gestoßen und leitete dieses Wasser an den Gradierplatz vor der Stadt. Versuche mit Steinkohlefeuerung wurden aufgegeben, da die Feuerregulierung nicht beherrscht wurde.
Um das Jahr 1800 waren am Nappenplatz nur noch drei Nappen stehen geblieben: die Herren-, die Spitals- und die Gellmannsnappe.
1801 benutzte ein Weimarer General das Solewasser zum Baden und linderte damit einige Beschwerden. 1802 wurden nochmals Siedehäuser am Stadtrand errichtet gleichzeitig wurden die vorhandenen Siedehäuser am Nappenplatz bis auf die Spitalnappe abgebrochen, ihre Eigentümer fürchteten den Verlust von Privilegien. 1821 wurde das Salzunger Brunnenwasser wissenschaftlich untersucht, die Pfännerschaft stimmte dem Aufbau einer Badeanstalt zu. 1823 besuchten 77 Kurgäste den Ort, man verabreichte 1020 Bäderanwendungen. Um 1840 gelang es einem Bohrmeister eine hochkonzentrierte Soleschicht in 153 m Tiefe anzubohren, damit war der Salzborn am Nappenplatz überflüssig geworden. Der heutige Nappenplatz entstand 1862 durch den Abbruch der bisherigen Salinengebäude, man hatte die erforderlichen Neubauten bereits in Bahnhofsnähe errichtet. Die Stadt ließ den Platz unbebaut, mit Akazienbäumen einsäumen und gestattete den Anwohnern dort kleine Gärten und Lauben zu errichten. Der Platz wurde auch als Kinderspielplatz aufgesucht.